# Нэнси Томпсон
Нэнси Томпсон (англ. Nancy Thompson) — героиня серии фильмов «Кошмар на улице Вязов», а также прототип главной героини в ремейке первого фильма. В оригинале роль Нэнси исполнила Хизер Ландженкамп, а в ремейке — Руни Мара. Нэнси — главная героиня и последняя выжившая. Появляется в первом и третьем фильме, упоминается в остальных частях. Является второстепенной героиней нескольких комиксов и литературных романов, созданных по мотивам франшизы.

## Появления

### Фильмы
Нэнси Томпсон родилась в семье Мардж и лейтенанта Дональда Томпсона в 1964 году в городке Спрингвуд, штат Огайо.
Персонаж представлен в первом фильме «Кошмар на улице Вязов»: Нэнси — девочка-подросток, которой снятся кошмары о таинственном, обезображенном человеке в красно-зеленом свитере. Она узнает, что её подруга Тина имеет схожие кошмары, и вскоре последнюю кто-то убивает во сне. Род, парень Тины, рассказывает о четырёх «невидимых» бритвах. Нэнси понимает: человек из её снов связан с убийством подруги. Девушка начинает полагаться на кофеин, чтобы не заснуть, и в конечном итоге обнаруживает, что может тянуть вещи из своих снов. После того, как она берет шляпу убийцы с надписью «Фред Крюгер», мать объясняет: Крюгер был убийцей двух десятков детей, которого сожгли заживо родители жертв после его освобождения из тюрьмы по некоторым причинам. Нэнси убеждается, что он хочет отомстить детям своих убийц. Все её друзья мертвы. У девушки появляется план в одиночку вытащить злодея в реальный мир. Нэнси наконец побеждает Крюгера, отняв у него энергию, которую она дала ему.
Хотя Нэнси не появляется в картине «Кошмар на улице Вязов 2: Месть Фредди», героиня несколько раз упоминается персонажами фильма. По сюжету в дом Томпсонов переезжает семья Уолшей спустя 5 лет после событий первой части. На этот раз Крюгер является во снах Джесси Уолша, старшего сына новых жильцов. Он живёт в комнате Нэнси и в одной из сцен во время уборки его подруга Лиза находит в шкафу дневник Нэнси, в котором она пишет о своих чувствах к Глену и страхе перед Крюгером. Кроме того, во время разговора со своим школьным приятелем, Рон Грейди говорит о том, что её «мать заперла в доме свою сумасшедшую дочь, после того, как та увидела, как её парня убил маньяк в доме напротив».
В «Кошмаре на улице Вязов 3: Воины Сна», Нэнси проходит интернатуру в психиатрической больнице Уэстен-Хиллз, где она встречает последних оставшихся в живых детей родителей, которые убили Фредди Крюгера. Когда дети становятся жертвами Фредди, Нэнси просит, чтобы им был прописан экспериментальный препарат «Гипноцил», который она использовала, чтобы подавить сновидения в целях защиты подростков от Фредди. Но после того, как один из пациентов впадает в кому, её и доктора Нила Гордона увольняют. Позже выясняется: для уничтожения злодея они должны похоронить его останки. Нэнси возвращается в Уэстен-Хиллз и отправляется с пациентами в мир снов, где они используют свои силы. Фредди обманывает Нэнси, явившись к ней в образе её отца и вонзая ей в живот свои ножи. Поднявшись в последний раз, для того, чтобы ударить злодея его собственной перчаткой, девушка умирает, а Крюгер исчезает, когда Нил поливает его останки святой водой и хоронит их. Могила Нэнси на мгновенье появляется в фильме «Кошмар на улице Вязов 4: Повелитель сна».
В седьмом фильме «Новый кошмар Уэса Крейвена», действие которого происходит на съёмках сериала, первичное зло в виде Крюгера начинает преследовать актрису Хизер Ландженкамп, сыгравшую Нэнси. В картине стирается грань между реальностью и выдумкой, когда Крюгер считает, что Хизер и есть Нэнси на самом деле. Чтобы заманить актрису в царство снов, Крюгер похищает её сына Дилана, однако Хизер удаётся противостоять монстру и спасти сына. Кроме того, в фильме показаны фрагменты оригинальной картины с участием Нэнси. Персонаж также появляется во флешбэке Крюгера в начальной сцене фильма «Фредди против Джейсона», а в доме Нэнси живёт Лори Кэмпбелл (Моника Кина) и её отец.
В ремейке 2010 года героиня в исполнении актрисы Руни Мары, получила другое имя — Нэнси Холбрук (англ. Nancy Holbrook). В новой версии, Крюгер стал педофилом, а Нэнси была его любимицей, в связи с чем объясняется его одержимость девушкой. События ремейка происходят по той же схеме, что и в оригинальном фильме. В финале Нэнси и её возлюбленный Квентин (в исполнении Кайла Галлнера) уверены, что победили Крюгера, однако в последней сцене, которая является отсылкой к оригиналу, Фредди убивает мать девушки (её роль сыграла актриса Конни Бриттон).

### Продукция
Нэнси является одним из персонаже игры «A Nightmare On Elm Street», выпущенной в 1989 году компаниями «Monarch Software» и «Westwood Associates». Игра создана по мотивам третьего фильма, и Нэнси является одним из «Воинов сна». Как и каждый из персонажей, у Нэнси есть особые силы — замораживать врагов.
Нэнси Томпсон единственный персонаж сериала, не считая Фредди Крюгера, который появляется в нескольких сериях игрушек. В 2008 году компания «Mezco Toyz» выпустила диораму по мотивам первого фильма в серии «Cinema of Fear, Series 2»: в ней воспроизведена знаменитая сцена в ванной. В том же году в той же серии выходит диорама «Screen Grabs»: Крюгер деформирует стену над спящей Нэнси. «McFarlane Pop Culture Masterworks» выпустило объёмный постер первого фильма. В 2002 году «NECA» выпустила снежный шар, внутри которого находится девушка, похожая Нэнси, однако информация о том, что это действительно Нэнси не была официально подтверждена. Также в 2004 году компания «NECA» выпустила коробку для завтраков с постером первого фильма на крышке.
В мае 2011 года была создана онлайн петиция с просьбой создать куклу Нэнси, отдельно от фигуры Фредди Крюгера.

### Фанатские фильмы
Нэнси Томпсон является героиней нескольких фанатских фильмов, но их события не считаются каноничным для киновселенной.
- «Крюгер: История с улицы Вязов» (англ. Krueger: A Tale from Elm Street)[14], 2011 год: Картина спродюсирована Крисом Р. Нотарайли и «Blinky Productions» и объясняет, почему Крюгер был так одержим Нэнси. По сюжету лейтенант Дональд Томпсон допрашивает Фредди Крюгера. Чтобы добиться признания Крюгера, полицейские показывает фото своей маленькой дочери Нэнси. Нэнси становится инструментом, с помощью которого Крюгеру удаётся манипулировать Дональдом. В продолжении фильма «Крюгер: Прогулка по улице Вязов» (англ. Krueger: A Walk Through Elm Street))[15] Фредди встречает беременную Мардж Томпсон.
- «Признание Фредди Крюгера» (англ. The Confession Of Fred Krueger)[16], 2015 год: 1970-е, Крюгера допрашивают вскоре после его ареста. Дональд Томпсон, недавно получивший звание лейтенант, и Нэнси Томпсон появляются в эпизоде.
- «Не засыпай: Полнометражный фильм» (англ. Don't Fall Asleep: The Film)[17], 2016 год: Повествование ведётся от лица Нэнси Томспон. Действие происходит между первой и третьей частями. Девушка пытается вернуться к нормальной жизни после выхода из психиатрической клиники. В фильме появляются Дональд Томпсон и Элис Джонсон. Персонажи Сибил Хуч и Присциллы Мартин взяты из серии комиксов «Кошмары на улице Вязов», издававшиеся «Innovation Comics» в 1991 году.
- «Пока не начался кошмар» (англ. Before The Nightmare)[18], 2017 год: События происходят до первой части. Дональд Томпсон мечтает поймать Спрингвудского потрошителя, внимание которого уже привлекала юная Нэнси Томпсон.

## Образ персонажа

### Разработка
В оригинальном сценарии Нэнси носила фамилию Уилсон. Также, находясь в доме Тины, Нэнси, вспоминая сон, говорит, что человек из её снов смотрел на неё с похотью. Хотя финальный сценарий мало отличается от начальной версии, однако в нём больше показа сильная натура девушки.
Значительней всего Нэнси отличалась от оригинальной версии сценария в третьем фильме «Воины сновидений». Нэнси не была студенткой-аспирантом, но проявляла ту же зрелость и силу духа, что и в первом фильме. Чаще всего Нэнси готова была пройти испытание, направившись в самое сердце потенциально опасной ситуации. Её упрямство также отразилось в том, что в поисках своего пропавшего отца — Дональда Томпсона (в сценарии его звали Джон) — девушка объездила пять штатов. Во время первого нападения Крюгера, Нэнси пытается дать ему отпор физически голыми руками, несмотря на то, что она впервые увидела его во сне за последние пять лет — в финальной версии фильма она поранила Крюгера осколком зеркала. Кроме того, не была видна разница в возрасте между пациентами и самой Нэнси — многие работники клиники даже приняли девушку за одну из пациенток. В сценарии образ персонажа не представлял собой зрелого человека. Ненси скорее была старшей сестрой для остальных подростков. Она противостоит коллективу госпиталя, из-за неё увольняют доктора Нила Гордона (чья фамилия в оригинальном сценарии — Гиннесс). Как и в первом фильме, она противостоит общему мнению о своей невменяемости, так как знает, что Крюгер — реален.
Актриса Хизер Лендженкэмп так говорит о работе над третьим фильмом:
«Я не чувствовала связи с Нэнси. До этого я не чувствовала комфорта, исполняя эту роль, так как я просто понимала, что диалоги Нэнси были переполнены и в них совсем не было юмора. В ней не было ничего особенного, и вдруг возникала эта романтическая напряжённость между ней и персонажем Крейга Уоссона. В происходящем не было никакой динамики, из-за чего я перестала понимать, кто такая Нэнси на самом деле. Я не понимала, какой должна её сыграть, потому что по сути её роль в фильме была незначительной. Она была „ускорителем реакции“, кем-то, кто скажет „давайте я покажу, как нужно делать“, „я помогу“, но на деле она никогда не развивала сюжета, свою собственную историю — поэтому мне кажется, что я не справилась с ролью. Потом я увидела фильм и подумала: „Эй, не так всё плохо“, потому что на самом деле у меня были замечательные отношения с ребятами на съёмочной площадке, и это видно в фильме. Нэнси скорее подчёркивает реальность происходящего, а не просто борется вместе с остальными или в одиночку, как это было в первом фильме. Так что со временем я просто свыклась с тем, что в этом фильме Нэнси сыграла другую роль».

### Внешний вид
В первом кадре Нэнси носит школьную куртку, её пышные волосы собраны сзади в хвост. В одной из сцен прядь её волос седеет, с ней она появляется на протяжении всего фильма. Девушка спит в белой пижаме, однако на оригинальном и немецком постерах девушка изображена спящей голой. Большинство из её одежды имеет бледно-розовый оттенок. В третьем фильме её волосы светлее и более вьющиеся, сохранившие седую прядь. В её одежде также преобладают розовый и серые цвета и оттенки.
Также пижама Нэнси появляется в финале фильма «Новый кошмар Уэса Крейвена». Однако у этой пижамы более длинные рукава, которые закатаны на протяжении финальных сцен. Также на груди нет никаких узоров. В седьмом фильме у Нэнси более тёмные волосы, чем в «Воинах снов». Кроме того, у актрисы вновь появляется седая прядь, а также повязка на руке на том месте, где Крюгер поранил её в первом фильме.

### Критика
В своей книге «Horror Films Of The 1980s» Джон Кеннет Мури написал о Нэнси следующее:
«То, как персонажа написал Крейвен и исполнила Лендженкэмп — настоящая редкость в жанре ужасов: умная и вдохновляющая молодая девушка, которая знает, что для неё важно в жизни. Лишь Нэнси смогла связать цепочку слов в одну историю и взглянуть глубже, за пределы реальности, потому что она уже может это, учитывая семейную историю. Она готова к битве с Фредди, потому что она уже узнала тёмную правду, хранимую улицей Вязов. Кроме того, она пережила развод родителей, отсутствие отца, алкоголизм матери… Я не боюсь сравнить Нэнси с Гамлетом… Также Гамлет боролся с ложью матери, как это делала Нэнси весь фильм…»
«И единственный способ победить Фредди — сделать то, что так не похоже на Нэнси: повернуться спиной к демону из снов, чтобы забрать у него силы. Нэнси переживает внутренний кризис: знать, как найти правду и бороться с ложью, отказавшись от всего плохого, что она узнала…»
«Последняя выжившая девушка должна защитить себя и противостоять Злу. К примеру, Нэнси покупает гид по выживанию, с помощью которого превращает свой дом на улице Вязов с крепость с ловушками, расставленными на каждом шагу — она использует себя как приманку, загоняя Фредди в ловушку. В отличие от Лори из „Хэллоуина“, которая является героиней, вынужденной принять судьбу, Нэнси готова бороться и взять судьбу в свои руки».
В книге «Horror Movie Freak» автор Дон Самнер замечает, что Нэнси — «нетипичная final girl», хотя она и следует правилам — не занимается сексом, не употребляет наркотики, представляя собой образ невинности. Дон отмечает, что «кричащая от ужаса жертва, прячущаяся в шкафу — это не о Нэнси; она сама заманивает Фредди в ловушку и нападает на него. Её активная роль в сюжете и статус-анти-жертвы ломает все стереотипы героинь ужастиков». В книге «Visions Of The Night: Dreams, Religion & Psychology» Келли Бакели сравнивает Нэнси Томпсон с Дороти Гейл из «Волшебника из страны Оз»: «В своих снах Нэнси находит источник силы, с помощью которого она борется со злом, которому проигрывает в неравной битве мир взрослого реализма». Смерти Нэнси в третьем фильме также даётся своя интерпретация — в книге «Phallic Panic: Film, Horror & The Primal Uncanny» Барбара Крид пишет: «Нэнси устремляется в объятия отца и говорит, что всегда будет любить его, а затем его когтистые лезвия пронзают девушку — ребёнку опасно желать любви своих родителей, это может привести к смерти в конечном счёте» .
Часть документального фильма «The Making Of Nightmare On Elm Street» рассказывает о процессе кастинга актрисы на роль Нэнси. По словам Сары Ришер, Хизер взяли на роль, так как Крэйвен хотел видеть «молодую девушку, умную, красивую, уязвимую, но, очевидно, с головой на плечах». Хизер отмечает, что самое главное сходство с Нэнси она нашла «в её уверенности, что она может сама справиться с любой проблемой. Я стараюсь быть такой же». В документальном фильме Нэнси называют «хорошей девочкой», в то время как о Тине Грей ясно одно: «она не дотянет до конца».
В собственном документальном фильме «Я — Нэнси» Хизер Лэндженкэмп попыталась выяснить, как Крюгер стал иконой жанра, а Нэнси затерялась где-то на заднем плане. Для этого актриса посетила шесть хоррор-конвенций, где общалась с поклонниками, желая узнать, почему же прославление в основном получает злодей. После нескольких интервью, Хизер выяснила, что хоть влияние персонажа на зрителей не так заметно, для многих поклонников Нэнси олицетворяет силу и ум. В рамках промокампании проекта, раздавались значки с надписью «I am Nancy»; на официальной странице Facebook поклонники имели возможность делиться своим творчеством по теме. Фильм выиграл премию за «Лучший монтаж» на Кино-фестивале в Амстердаме. Кроме поклонников, Хизер брала интервью у Уэса Крейвена, Роберта Инглунда и Джессики Крейвен, дочери Уэса. Хизер высказалась насчёт слов Уэса:
«Я никогда не знала о том, что Уэс видит Нэнси центральной фигурой всей истории. Это был нетипичный ужастик, где в конце все должны были погибнуть. Он считал Нэнси сердцем и душой фильма, поэтому, наверное, в её возвращении был особый смысл, но я не знала ничего из этого, пока не взяла интервью и не спросила об этом сама».
Работая над фильмом, актриса также узнала, что Нэнси стала гей-иконой. Хотя Нэнси Томпсон гетеросексуальна, Хизер поделилась своими мыслями относительной популярности персонажа в гей-сообществе:
«Я прочитала большое количество различных работ, в которых исследуется феномен final girl, её сексуальности и сексуальности жанра ужасов вообще. Это интересные теории, но не знаю, насколько они верны. Одна теория утверждает, что Нэнси — женственная героиня, другие — что она андрогена, и при этом не женственна, в итоге — её можно идентифицировать и как мужчину, и как женщину — не знаю, в этом ли ключ к её популярности».
«Думаю, людям с нетрадиционной сексуальной ориентацией нравятся эти фильмы, потому что они присутствуют в их жизни, когда они осознают себя, как сексуальные личности, они видят в фильмах что-то, что олицетворяет происходящее в их жизни в данный момент. Я не думаю, что это величайший гей-фильм в истории кинематографа, но определённо в нём есть то, что придаёт геям и лесбиянкам силы… вдохновляющий персонаж помогает быть честным перед самим собой и найти силы поступать правильно».
По признанию Хизер Лэнджикэмп, роль Ненси Томпсон — её самая любимая роль из всех.
Портал «ScreenRant» поставил Нэнси Томпсона на 5-е место в списке «10 лучших последних девушек в фильмах ужасов».

### Документальный фильм
В 2011 году вышел документальный фильм «Я — Нэнси», который рассказывает о влиянии персонажа на киноиндустрию и о любви поклонников франшизы «Кошмар на улице Вязов». Актриса Хезер Лэнгенкэмп также рассказывает о съёмках в фильмах серии.